# Saint-Martin-les-Eaux
Saint-Martin-les-Eaux là một xã ở tỉnh Alpes-de-Haute-Provence, vùng Provence-Alpes-Côte d’Azur ở đông nam nước Pháp.